# 아와역
아와역(일본어: 安和駅)은 일본 고치현 스사키시에 위치한 서일본 여객철도 도산 선의 철도역이다. 역 번호는 K21이며, 단선 승강장 1면 1선의 구조를 갖춘 지상역이다.

## 역 주변
- 국도 제56호선

## 역사
- 1939년 11월 15일 : 개업.
- 1969년 10월 1일 : 배달의 취급을 폐지.
- 1970년 10월 1일 : 무인화.
- 1987년 4월 1일 : 일본국유철도 분할 민영화에 의해, 시코쿠 여객철도가 승계.

## 인접 역
| 시코쿠 여객철도 도산 선          | 시코쿠 여객철도 도산 선 | 시코쿠 여객철도 도산 선     |
| -------------------------------- | ----------------------- | --------------------------- |
| K 20 도사신조 다도쓰 · 고치 방면 | 도산 선                 | 도사쿠레 K 22 구보카와 방면 |